# San Fernando (Venezuela)
San Fernando é um município da Venezuela localizado no estado de Apure.
A capital do município é a cidade de San Fernando de Apure.